# A tientas y a ciegas
A tientas y a ciegas es una novela escrita por la autora española Marta Portal, publicada en 1966 y galardonada ese mismo año con el Premio Planeta.

## Contexto
El Premio Planeta de Novela es un galardón literario creado en 1952 por José Manuel Lara Hernández, fundador de la editorial Planeta. Su objetivo era promover a escritores en lengua española en un mercado editorial dominado por autores anglosajones. Desde sus primeras ediciones, el premio ha desempeñado un papel decisivo en la visibilidad de nuevos autores y en la profesionalización del oficio literario.
La obtención del galardón en 1966 supuso para Marta Portal un fuerte impulso en su trayectoria pública, proyectándola como una de las voces femeninas más prometedoras de su generación. Esta novela marcó el inicio de la carrera literaria de Marta Portal. Es la obra más popular de la autora.

## Sinopsis
La protagonista de la novela es Sara, una mujer casada con Antonio Aranguren, un próspero hombre de negocios. Aunque mantiene una posición económica estable y aparentemente una vida convencional, Sara se siente emocionalmente insatisfecha. En ese contexto, inicia una relación amorosa de casi dos años con José María Vidal Oliver, un profesor universitario que despierta en ella sentimientos de pasión y vitalidad.
La narración está construida a través de un monólogo interior, en el que Sara se dirige directamente a su amante. Este recurso permite al lector acceder de forma íntima a sus pensamientos, dudas y contradicciones, revelando con progresiva intensidad la naturaleza de su conflicto: el deseo de libertad emocional frente al peso de las convenciones sociales.
A lo largo del relato, Sara experimenta una evolución significativa. Aunque en un inicio vive su relación extramatrimonial como una vía de escape, el descubrimiento de un embarazo transforma su percepción. Decide romper con su amante y retornar a su vida conyugal, eligiendo ser madre como forma de “reparación” o reconciliación con su entorno.
Sara es presentada como un personaje complejo, alejado de los estereotipos unidimensionales de la mujer adúltera. A través de ella, Portal construye una figura femenina introspectiva y moralmente ambigua, marcada por la búsqueda de sentido, amor y plenitud personal.

## Temas principales
La novela aborda diversos temas relacionados con la condición femenina en la España de los años sesenta:
- Deseo y autonomía emocional: Sara rompe con las normas establecidas al permitirse desear fuera del matrimonio.
- Conflicto moral y maternidad: el embarazo desencadena una crisis interna que redefine sus prioridades.
- Interioridad femenina: el uso del monólogo interior permite una representación de la vida interior de la protagonista.

La obra refleja también una pulsión autobiográfica, ya que la autora confesó su interés por explorar el deseo de maternidad desde una perspectiva íntima, romántica y literaria.

## Estilo narrativo
Marta Portal adopta una voz en primera persona y estructura la novela mediante un monólogo continuo, sin capítulos tradicionales, lo que contribuye a una sensación de flujo ininterrumpido de pensamiento. La introspección, la repetición de imágenes y la insistencia en las emociones dotan al texto de un ritmo lírico y a veces confuso, que refleja el estado emocional de la protagonista.
En entrevistas posteriores, la autora afirmó que uno de los primeros elementos que definía al escribir era el narrador, ya que determinaba el enfoque emocional y conceptual de toda la obra.

## Recepción
En su momento, la novela fue bien recibida por la crítica, que valoró tanto la calidad literaria de la escritura como la valentía de abordar temas íntimos desde una óptica femenina. Desde entonces, ha sido objeto de estudios académicos dentro del campo de la literatura escrita por mujeres durante el franquismo.
Críticos como Antonio Ayuso Pérez han destacado que A tientas y a ciegas anticipa muchas de las inquietudes que más tarde desarrollarían autoras feministas, aunque sin una formulación explícita.

## Reconocimientos
- En 1966, la novela A tientas y a ciegas ganó el Premio Planeta.[7]